# Mare de Déu de Montserrat
La Mare de Déu de Montserrat, coneguda popularment com la Moreneta, és la patrona de Catalunya. Està situada al monestir de Montserrat, un símbol per a Catalunya, punt de pelegrinatge per a creients i d'atracció per als turistes. La seva festivitat se celebra el 27 d'abril.

## Història
Segons la llegenda, la primera imatge de la Mare de Déu de Montserrat fou trobada per uns xiquets pastors l'any 880. Després de veure una llum a la muntanya, els xiquets van trobar la imatge de la Mare de Déu a l'interior d'una cova. Quan el bisbe s'assabentà de la notícia, va intentar traslladar la imatge fins a la ciutat de Manresa, però el trasllat resultà impossible ja que l'estàtua pesava massa. El bisbe ho interpretà com el desig de la Mare de Déu de romandre al lloc on se l'havia trobada i ordenà la construcció de l'ermita de Santa Maria, origen de l'actual monestir.

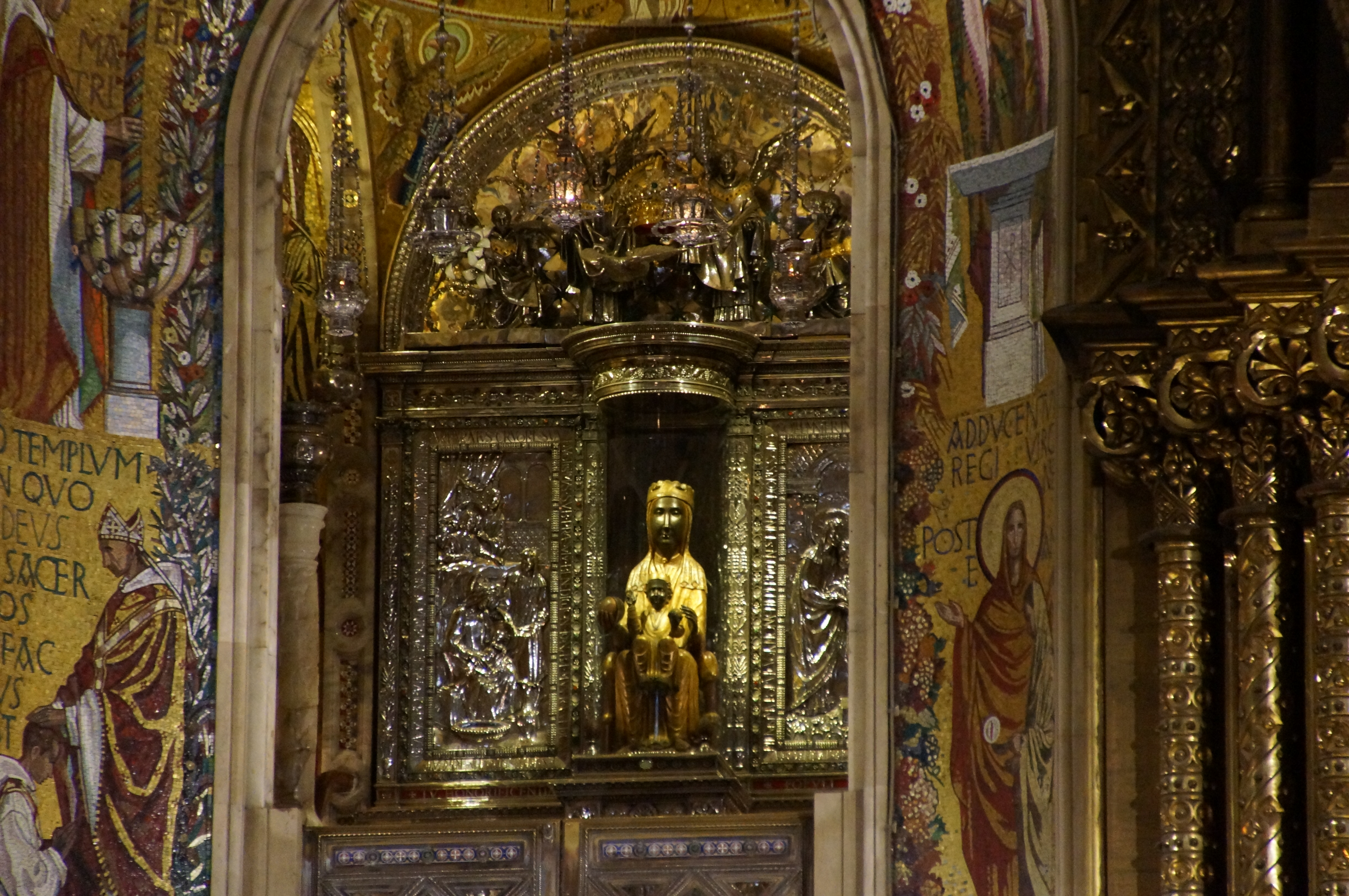
La Moreneta en el seu context.

La imatge que es venera en l'actualitat al cambril de l'església de Montserrat és una talla romànica del segle xii realitzada en fusta d'àlber i de faig. Representa la Mare de Déu amb el Nenet Jesús assegut a la falda i mesura uns 95 centímetres d'alçada. A la mà dreta sosté una esfera que simbolitza l'univers; el xiquet té la mà dreta alçada en senyal de benedicció mentre que a la mà esquerra sosté una esfera que recorda una pinya, signe de fecunditat i vida perenne.
A excepció de la cara i de les mans de Maria i el petit Jesús, la imatge és daurada. La Mare de Déu, això no obstant, és de color negre, fet que li ha donat l'apel·latiu popular de "la Moreneta". L'origen d'aquest ennegriment de la talla es creu que es deu al fum de les espelmes que durant segles se li han col·locat als peus per venerar-la.
L'11 de setembre de 1881, el papa Lleó XIII va declarar la Mare de Déu de Montserrat com a patrona oficial de Catalunya. Se li concedí també el privilegi de tenir missa i oficis propis. La seva festivitat se celebra el 27 d'abril. A més a més de la festivitat del dia 27 d'abril, també se celebra el dia 8 de setembre, festa de les marededeus trobades.
L'abril de 1947 se celebrà la festa de l'entronització de la Mare de Déu de Montserrat, considerada com el primer moviment de retrobament col·lectiu i de reconciliació cívica a Catalunya després de la guerra civil espanyola. Des d'aleshores, cada 26 d'abril (vigília de la festivitat) se celebra la nocturna Vetlla de Santa Maria al monestir.
A la Verge de Montserrat se l'anomena "La Moreneta". A la vila de Picanya (l'Horta Sud), també n'es la patrona. A altres llocs de l'estat espanyol, hi ha altres verges negres conegudes d'aquesta manera, com la Mare de Déu de Lluc (patrona de Mallorca), la Mare de Déu de la Candelaria a Tenerife (patrona de Canàries) o la Mare de Déu del Castell d'Agres a Agres (el Comtat).

### Protecció durant les guerres
El 1808, durant la Guerra del Francès, la Moreneta va abandonar el Monestir per primera vegada en més de set-cents anys, per por de la poca religiositat de les tropes de Napoleó. Els monjos la van amagar per la comarca. Un any després, tornaria a sortir i el 1811 encara abandonaria el seu lloc, poc abans que els francesos destrossessin l'abadia. Maur Picanyol, un ermità de Sant Dimes, va amagar la figura al buit de sota una escala i va aconseguir evitar que fos destruïda per l'incendi que van provocar els francesos. El 1812 i el 1822 tornaria a sortir del monestir per raons similars.
El 1835, amb motiu dels esdeveniments de crema de convents, l'abat de Montserrat va confiar la figura a Pau Jorba, un pagès del Bruc que va guardar-la a casa seva durant nou anys fins que es va reobrir el monestir. La figura estava tan ben amagada que el bisbe de Barcelona va haver de contactar amb l'antic abat, llavors exiliat a Palerm, per demanar-li on es trobava.
Durant el segle xx es va amagar els dies de la Setmana Tràgica de 1909, i durant tota la guerra civil espanyola la figura real va ser substituïda per una còpia.

## Rèpliques
- Als països de llengua catalana:

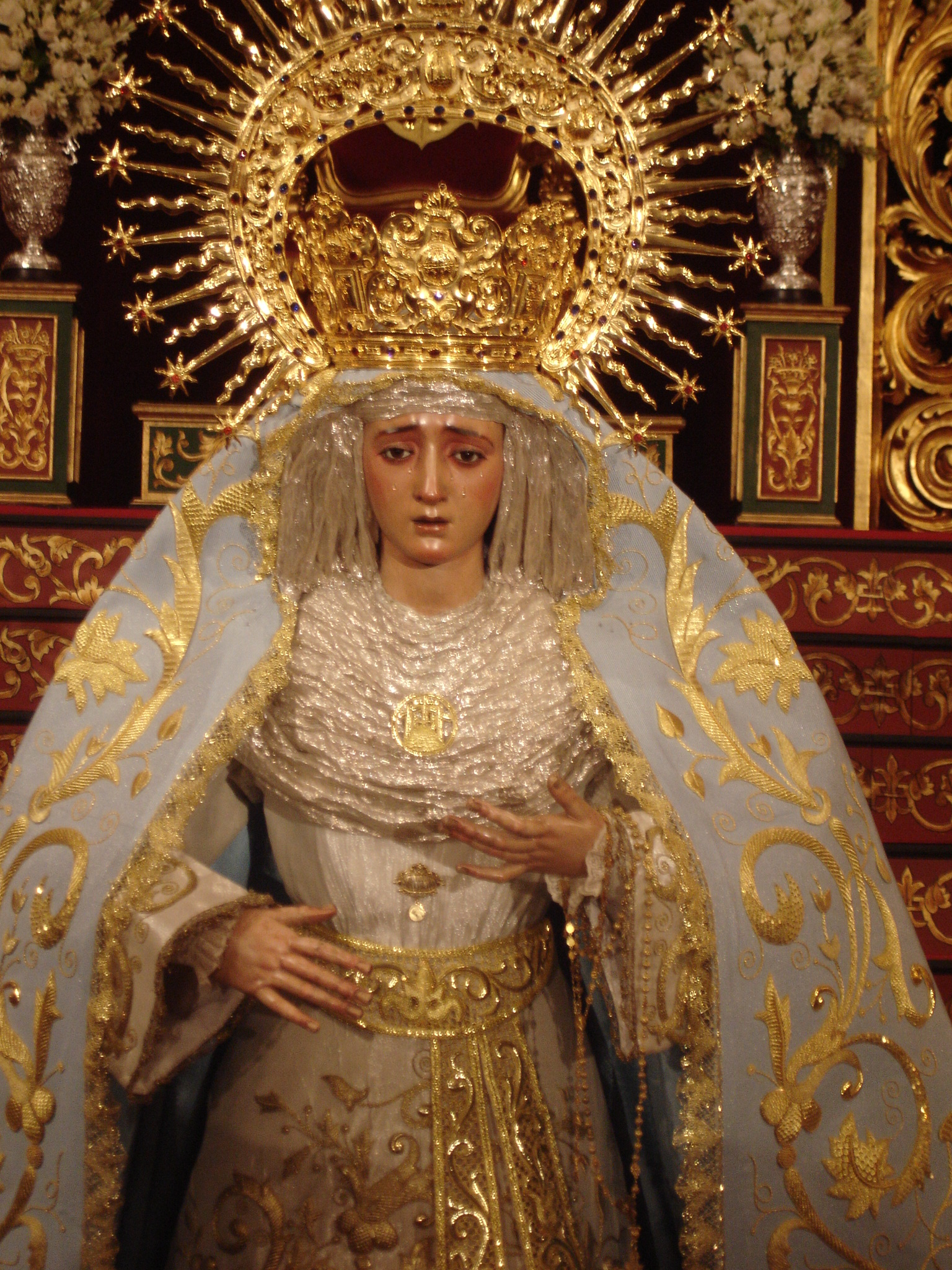
Verge de Montserrat de Sevilla

  - Mare de Déu de Montserrat a l'altar major de l'Església dels Sants Just i Pastor de Barcelona.[4] Segons una tradició, aquest temple era el lloc on originàriament era la imatge de la Mare de Déu. Arran de la invasió musulmana, el sacerdot va voler protegir-la i va amagar-la a la muntanya de Montserrat, on fou trobada després i on va restar. En record del seu lloc d'origen, l'església de Sant Just venera una rèplica de la imatge a l'altar major.
  - També hi ha una petita imatge de la Mare de Déu de Montserrat en una de les escultures de la plaça de Catalunya, a Barcelona.
  - Santuari de la Mare de Déu de Montserrat, a Montferri, de Josep Maria Jujol i Gibert.
  - A Terrassa n'hi ha una rèplica en un finestral del Raval de Montserrat, al qual dona nom.
  - A València i a Picanya hi ha parròquies de la Mare de Déu de Montserrat
  - A la Ribera Alta hi ha el municipi de Montserrat, també conegut com a Montserrat d'Alcalà.
  - A Oriola hi ha el santuari de la Mare de Déu de Montserrat
  - A la ciutat sarda de L'Alguer una estàtua de la Moreneta va ser donada per un grup d'intel·lectuals catalans que, durant el franquisme, l'any 1960, varen fer un viatge cultural i identitari, anomenat després Lo Viatge del Retrobament. La Moreneta, s'ha col·locat a la Catedral de l'Alguer i se troba a la segona capella del creuer, comptant de l'esquerra.
- A Espanya
  - A Sevilla hi ha una confraria de Setmana Santa que entre els seus Sants Titulars compta amb la Verge de Montserrat gloriosa i dolorosa.
  - A l'Església de la Concepció de la ciutat de San Cristóbal de La Laguna (Tenerife), hi ha una petita imatge de la Mare de Déu de Montserrat.
- Altres llocs del món
  - A la ciutat de Lima (Perú) se'n venera una rèplica. L'antic barri extramurs porta el nom de Monserrat i les seves festes, al mes de setembre, celebren molts miracles concedits per aquesta Mare de Déu.
  - Al centre de Buenos Aires (Argentina) hi ha el barri de Montserrat, amb la imatge és venerada a l'església parroquial homònima.
  - També a la ciutat de Santos (Brasil), se'n venera una altra i és la patrona de la ciutat.
  - A la ciutat de Bogotà (Colòmbia) hi ha el turó de Monserrate, que presideix la ciutat, amb un santuari que té una capella amb la Moreneta.
  - A Roma, hi ha una església que es diu Església de Santa Maria de Montserrat dels Espanyols (el seu nom oficial és Església Nacional Española de Santiago i Montserrat) on es venera una verge de Montserrat.

## Projecció de la Mare de Déu de Montserrat cap a fora de Catalunya

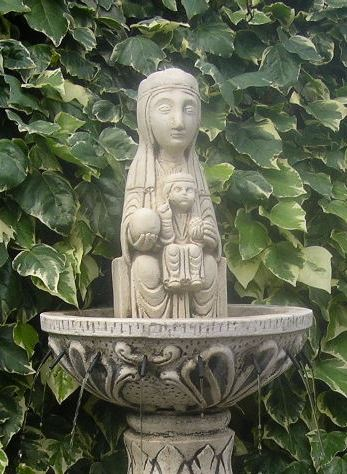
Rèplica comercial de la imatge de la Moreneta

La projecció de la Mare de Déu de Montserrat cap a fora de Catalunya està documentada ja, a partir dels Trastàmara.
- Chaucer hi va anar en peregrinació.[5]

- Sant Francesc d'Assís hi va anar a peu des de Barcelona

- El canceller Pero López d'Ayala (1332-1407), qui va portar al futur Enric II de Castella, deixant al seu senyor “Pere el Cruel” quan aquest va fugir a França, sent premiat per Enric II amb terres i títols després de Montiel (on mori Pere). (Estava emparentat amb Ferran el Catòlic, en línia ascendent indirecta) Heus aquí els seus -Cantares a la Virgen-:[6]

”Sennora con humildat -e deuoto coraçón- prometo a Montserrat -yr facer mi oraçión-”
- Ferran d'Antequera, trobant-se malament, va decidir tornar a Saragossa, però abans es va fer pujar a Montserrat en llitera i una vegada confessat i combregat va passar allí la nit, morint l'endemà a Igualada.[8]
- Alfons el magnànim, Joan sense fe i els Reis Catòlics també van professar una gran devoció a la “Moreneta”.[9][10][11]
- Sant Ignasi de Loiola es va iniciar a Montserrat (a part de la cova de Manresa) on va crear el primers exercicis espirituals.[12]
- l'Emperador Carles I d'Espanya i el seu fill Felip, van morir amb una imatge de la Verge de Montserrat a les mans. Cal no oblidar que Felip havia pagat la reforma del Monestir (1562-1587), incloent la costosa obra civil de l'esplanada.[13]

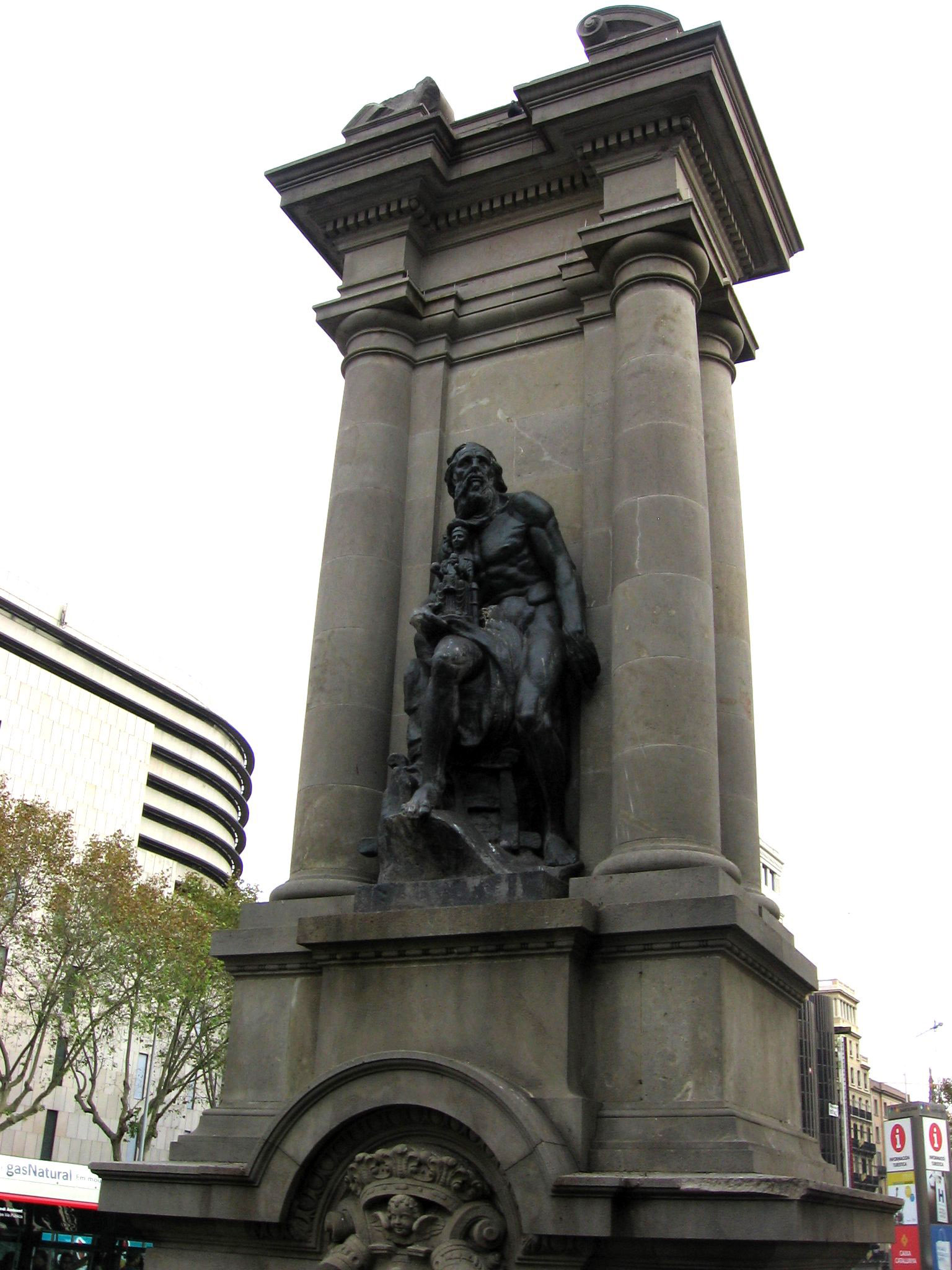
Petita estàtua de la Mare de Déu de Montserrat sobre una estàtua de la plaça de Catalunya

- Petita estàtua de la Mare de Déu de Montserrat sobre una estàtua de la plaça de CatalunyaRoderic Borja (senyor de Xàtiva encara que d'origen oscenc) i Ferran el Catòlic van dedicar la capella de “Nostra Signora in Monte” dalt de l'escalinata formant part de la “Piazza di Spagna” de Roma -plaça que va prendre aquest nom per ser un regal de Ferran el Catòlic-. Roderic de Borja (Alexandre VI) va erigir al cim d'aquesta plaça dedicada a Espanya, una capella dedicada a “La Moreneta” -la Verge que per a ell representava a Espanya-, atès que en aquells moments durant el segle xv, l'Imperi Espanyol -basat únicament en les conquestes d'Itàlia- era l'imperi de la potència conquistadora, l'antic imperi de la Corona d'Aragó, i a en Ferran a Roma se'l considerava Rei d'Espanya -encara que de Castella només en va ser rei consort, i després regent a la mort d'Isabel.

### Basílica de Santa Maria in Monserrato
Els Borja van iniciar la construcció de la Basílica de Santa Maria in Monserrato a Roma; la podien haver dedicat a la Verge del Pilar, o a la “Maredeueta dels Desamparats”, però van decidir ampliar l'església de l'antic "ospedale" sota l'advocació de la Moreneta que hi havia a la via Monserrato (abans via de l'Ospedale). Es va acabar el segle XVI i des de 1881 és on descansen les seves despulles, amagades en caixa única als soterranis del Vaticà durant 400 anys.
Així com els Trastàmara i els Àustries, durant quatre segles, havien tingut una gran devoció a la “Moreneta” (a ella està dedicada també la capella del palau imperial de Viena), Felip V, no compartia amb els Àustries la idea de tenir la Moreneta com a patrona, va aconseguir que Roma enaltís la “Pilarica” -que en aquell temps tenia tan sols un petit temple a Saragossa-, a la categoria de patrona d'Espanya, no escatimant despeses i ostentació els seus successors en la construcció de la basílica del Pilar que es va inaugurar regnant Alfons XIII; posteriorment es va declarar com patrona d'Espanya la Immaculada Concepció.
Alfons XIII, el que havia inaugurat la fastuosa basílica del Pilar allunyant definitivament a la Moreneta com patrona d'Espanya, va passar 39 anys enterrat sota l'advocació de la patrona de Catalunya, a la seva Basílica de Roma. El 1980, quan es van exhumar les seves restes per a dur-les a Espanya, la premsa espanyola va evitar esmentar el lloc on havien passat aquests 39 anys: la basílica de Santa Maria in Monserrato.